# Jennifer Lalor
Jennifer Ann Nielsen (geborene Lalor; * 5. September 1974 in San Diego, Kalifornien) ist eine ehemalige US-amerikanische Fußballspielerin.

## Karriere

### College
Nachdem sie in der Jugend sowohl im Team der Bonita Vista High School spielte, führte sie dies später auf dem College bei den Santa Clara Broncos weiter, wo sie von 1992 bis 1996 aktiv war.

### Klub
Ihr erster Klub nach ihrem College-Abschluss war dann in Japan der Shiroki FC Serena, wo von 1997 bis 1998 spielte. Danach wechselte sie nach Dänemark, wo sie nun ebenfalls im Jahr 1998 für den Vorup Frederiksberg BK auflief. Für das Jahr 1999 wechselte sie dann aber nochmal weiter zu Hammarby IF nach Schweden. Zur Saison 2000 kehrte sie dann wieder in die USA zurück, um hier für die San Diego WFC SeaLions in der WPSL zu spielen. In der Folgesaison schloss sie sich dann dem neu gegründeten WUSA-Franchise New York Power an, wo sie bis zur darauffolgenden Spielzeit auch aktiv war. Ihre letzte Karrierestation als Spielerin auf Klubebene war dann noch einmal in der Saison 2003 eine Beschäftigung bei San Diego Spirit, welche im Anschluss daran mitsamt der Liga dann aber auch aufgelöst wurden.

### Nationalmannschaft
In der US-Nationalmannschaft hatte sie ab dem Jahr 1992 erste Einsätze. Nachdem sie im Finale des Algarve-Cup 1994 eingesetzt worden war, wurde sie auch ein Jahr später für den Kader der Mannschaft bei der Weltmeisterschaft 1995 nominiert. Dort kam sie jedoch nicht zum Einsatz. Am Ende gehörte sie so aber zur Mannschaft, die den dritten Platz bei dem Turnier erreichte.

### Trainer
Ab dem Jahr 2010 bis 2017 war sie als Cheftrainerin bei den SeaLions aktiv, für welche sie bereits im Jahr 2000 schon einmal gespielt hatte. Danach leitete sie von 2021 bis 2022 das Training einer Mannschaft des Albion SC. Seit 2023 steht sie als Co-Trainerin im Stab des NJ/NY Gotham FC unter Vertrag.